# Paul Anton von Kameke
Paul Anton von Kameke, né le 29 mai 1674 à Strachmin en Poméranie et mort au même endroit le 19 juillet 1717, surnommé « le Grand-Kameke », est un ministre d'État et major général du royaume de Prusse.

## Biographie

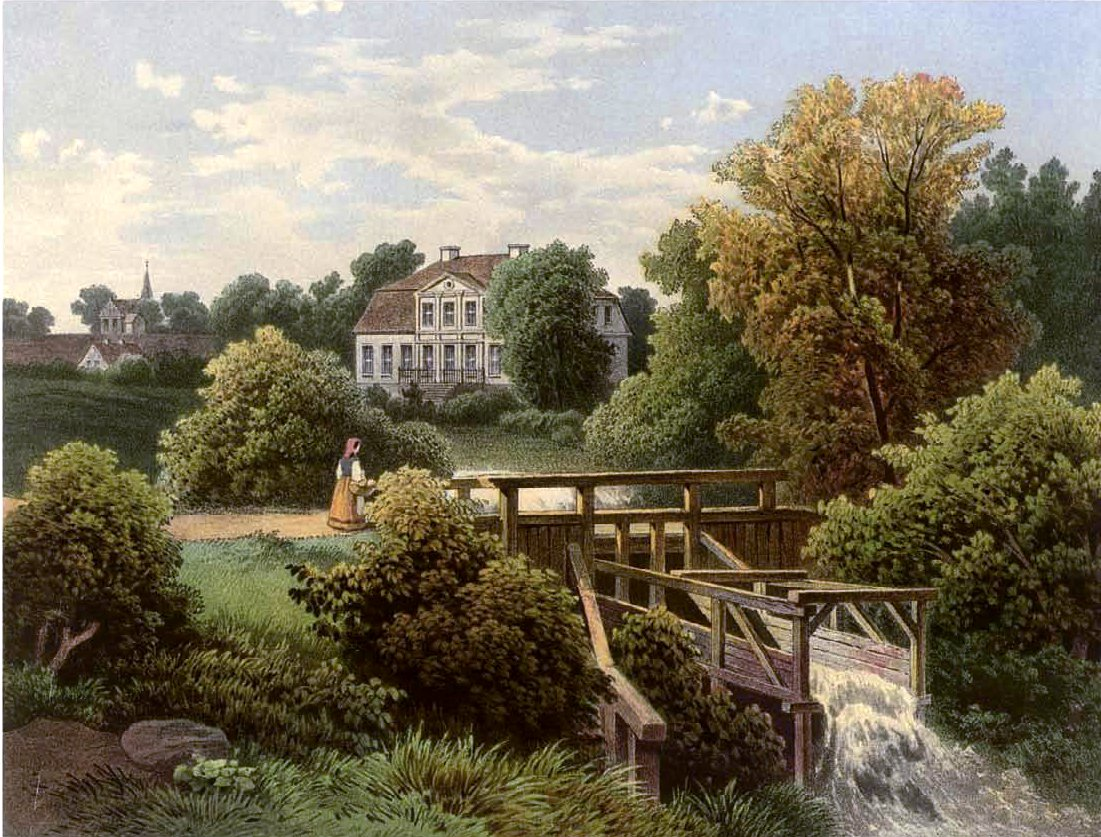
Manoir de Strachmin, collection Alexander Duncker.

Paul Anton appartient la famille aristocratique poméranienne von Kameke (de), seigneurs à Strachmin près de Köslin. Il devient page en 1690 à la cour de l'électeur Frédéric III de Brandebourg, futur roi en Prusse, qui lui accorde sa confiance particulière. 
Kameke est nommé à l'âge de vingt-deux ans capitaine et commandant de compagnie de la Garde. En 1705, il est nommé grand-maître de la garde-robe ; il est ensuite adjudant-général puis gouverneur des Ämter de Mühlendorf et de Mühlenbeck près de Berlin. Il s'oppose, avec son cousin Ernst Bogislav von Kameke (de) (1674–1726), au gouvernement du ministre principal Kolbe von Wartenberg. 

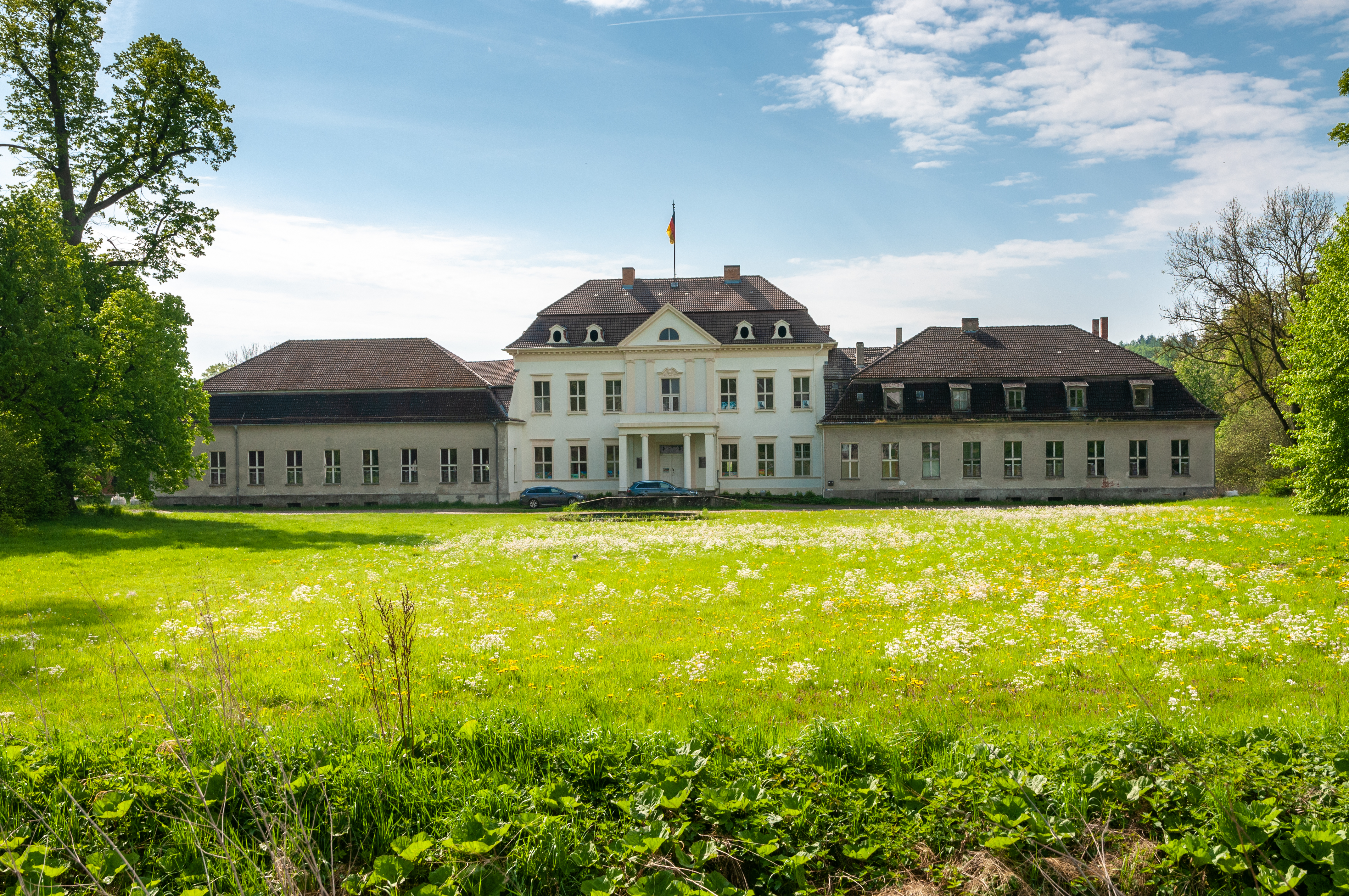
Château de Prötzel.

Il est nommé grand-chambellan en 1710 et grand-maître de la maison royale en 1712. Il acquiert cette année-là le château de Prötzel dans le Haut-Barnim au nord-est de Berlin.
Kameke devient colonel de la garde royale à la mort du roi Frédéric en 1713, puis major-général. Il prend part à la grande guerre du Nord en 1715 et à la dernière phase du siège de Stralsund. Il démissionne de l'armée prussienne pour raison de santé en 1716 et il meurt dans son château de Strachmin l'année suivante.

## Famille
Il est marié deux fois. Il épouse la comtesse Agnès Juliane von Schlieben (née le 23 juin 1685 et mort le 23 septembre 1705) le 13 novembre 1704. 
Après le décès de celle-ci, il épouse Ilse Anna von Brünnow, de la maison d'Alt-Schlage (né le 28 janvier 1675 et mort le 27 août 1749), le 16 mars 1707. De ce mariage est né son fils Friedrich Paul von Kameke (né le 9 mai 1711 et mort le 27 août 1769). Il est marié à la comtesse Marie von Golowkin (née le 8 avril 1718 et morte le 8 août 1757) et est élevé au rang de comte prussien par le roi Frédéric II le 28 juillet 1740. Il a en outre les filles suivantes :
- Sophia Wilhelmine (née le 24 septembre 1712 et morte le 1er décembre 1758) mariée avec Friedrich von Dönhoff (né le 8 décembre 1708 et mort le 30 septembre 1769), fils d'Otto Magnus von Dönhoff.
- Albertine-Dorothée (née le 4 avril 1714 à Berlin et morte le 9 avril 1801 à Maastricht) mariée à Berlin le 13 décembre 1748[2] ou le 14 novembre 1763[3] Charles-Louis-Auguste-Ferdinand-Emmanuel, duc et prince de Looz-Corswarem (1716-1784), seigneur de Boudimont et d'Angest, baron de Mainil, chambellan prussien[4],[5]
- Anna Friederike (née le 4 mars 1715 et morte le 22 novembre 1788) mariée avec Leopold Alexander von Wartensleben (1710-1775).